# Nordbyen
Nordbyen is een plaats in de Deense regio Seeland, gemeente Guldborgsund. De plaats telt 1748 inwoners (2019).
Op 1 januari 2007 is Nordbyen gevormd uit de gehuchten Møllehave (331 inwoners in 2003), Stubberup (315 inwoners in 2003) en Bangsebro (475 inwoners in 2003).
Nordbyen valt onder de parochie Tingsted.
Even ten zuiden van Bangsebro ligt het bos Bangsebro Skov. Een deel van het bos is speciaal afgezet voor het uitlaten van honden.